# Анална фисура
Анална фисура (лат. fissura ani) је овална или уздужна раница која се налази у пределу ануса (чмара) и карактеришу је бедемасте ивице седефасто ружичасте боје. Пружа се непосредно испод тзв. назубљене црте све до аналне ивице. Може бити акутна (локализована површински) или хронична. Фисуре су најчешћи узрок болног крварења из ректума и често је бол веома интензиван, иако је лезија углавном мала. У основи овог стања лежи абнормалност унутрашњег сфинктера (мишића који затвара чмар).
Анална фисура се најчешће јавља између 30. и 50. године живота и то подједнако код оба пола.

## Етиологија
Етиологија аналне фисуре је нејасна и вероватно је последица деловања више фактора. Најчешћа стања која могу узроковати њену појаву су:
- повреде,
- упалне болести црева,
- опстипација (затвор),
- дијареја,
- хемороиди,
- испадање дела ануса,
- оштећење коже услед употребе јаких лаксатива,
- поремећај циркулације у аналном каналу,
- разне врсте инфекција итд.[3][1]

## Клиничка слика
У клиничкој слици доминирају бол, крварење и појачан тонус сфинктера. Бол који настаје при великој нужди, а после дефекације (пражњења) се смањује, убрзо почиње поново да се јавља и тада је углавном много интензивнији и дуготрајнији. Овакво стање приморава болесника да пролонгира велику нужду по неколико дана, а следећа столица која је чвршћа узрокује још већи бол. Крварење као један од знакова ове болести је обично минимално и манифестује се као црвенкасто-ружичаста линија дуж тврде и формиране столице. Појачан тонус сфинктера се јавља као одговор на бол.

## Дијагноза
Пажљиво узимање анамнезе често доводи до тачне дијагнозе. С обзиром да је анална фисура изузетно болна, практично је немогуће урадити преглед помоћу прста или помоћу инструмента који се зове аноскоп.
Аналне фисуре се разликују од улкуса, који су резултат других обољења. Често анална болест представља почетну манифестацију Кронове болести или улцеративног колитиса.

## Лечење
Медикаментозно лечење се огледа у локалној употреби одговарајуће масти или одређених купки и доводи до смањења бола и губитка спазма сфинктера. Ова терапија се примењује код акутних фисура. Уколико оваква терапија не даје ефекат, неопходно је оперативно лечење. Једна од метода је латерална сфинктеретомија која се може извести амбулантно.